# Schlimia jennyana
Schlimia jennyana är en orkidéart som beskrevs av Emil Lückel. Schlimia jennyana ingår i släktet Schlimia och familjen orkidéer.
Artens utbredningsområde är Peru. Inga underarter finns listade i Catalogue of Life.